# Igor Vrablic
Igor Vrablic (Bratislava, 19 de julho de 1965) é um ex-futebolista profissional canadiano, que atuava como atacante.

## Carreira
Igor Vrablic fez parte do elenco da histórica Seleção Canadense de Futebol da Copa do Mundo de 1986 